# Noordvliet

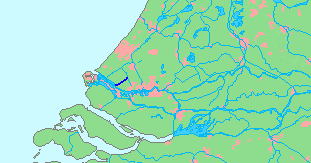
Locatie

De Noordvliet is een Nederlandse waterverbinding van ongeveer 6 kilometer tussen de haven van Maassluis en de Vlaardingervaart. Parallel hieraan loopt de Zuidvliet.
De Noordvliet begint bij de Monstersche Sluis in de binnenstad van Maassluis. Als we de Noordvliet oostelijk volgen dan begint zij in de binnenstad tussen De Veerstraat noord en zuid. Vanaf dit punt werd vroeger een veerverbinding onderhouden met de stad Delft. De Noordvliet gaat dan verder tot net buiten de binnenstad waar zij aan de zuidzijde langs de Prinsekade en de lokale watersportvereniging de stad verlaat. Aan de noordzijde loopt in dit gebied een deel van de toen zo belangrijke oude Rijksweg A4 tussen Delft en Hellevoetsluis. Daarna gaat de Noordvliet onder de A20 door naar Maasland en verlaat dan de bebouwde kom. De zuidzijde is vanaf hier beschermd vogelgebied Broekpolder geheten waarna zij doorloopt langs de Foppenplas richting de Vlaardingervaart.

## Afbeeldingen

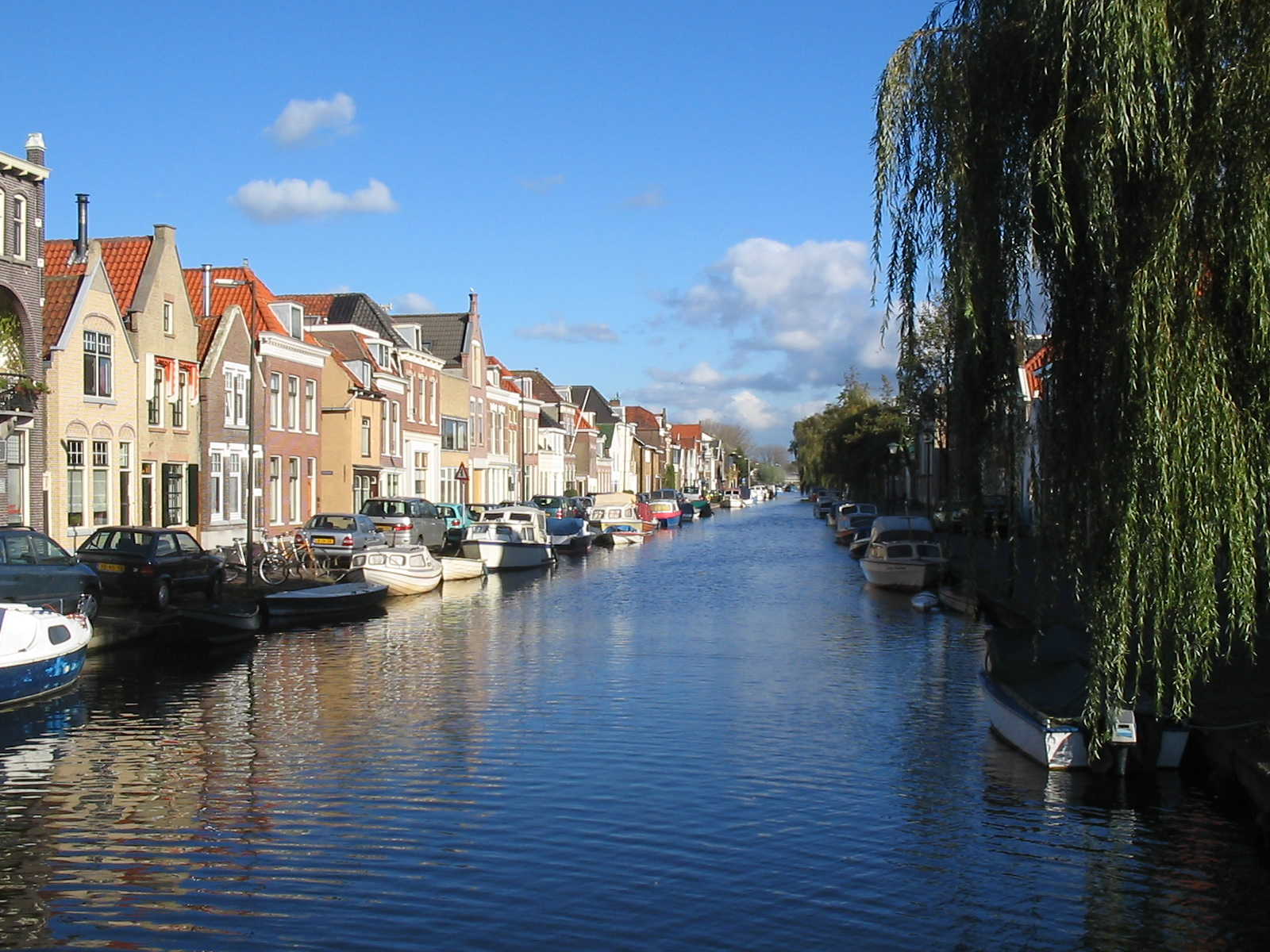
Noordvliet in Maassluis
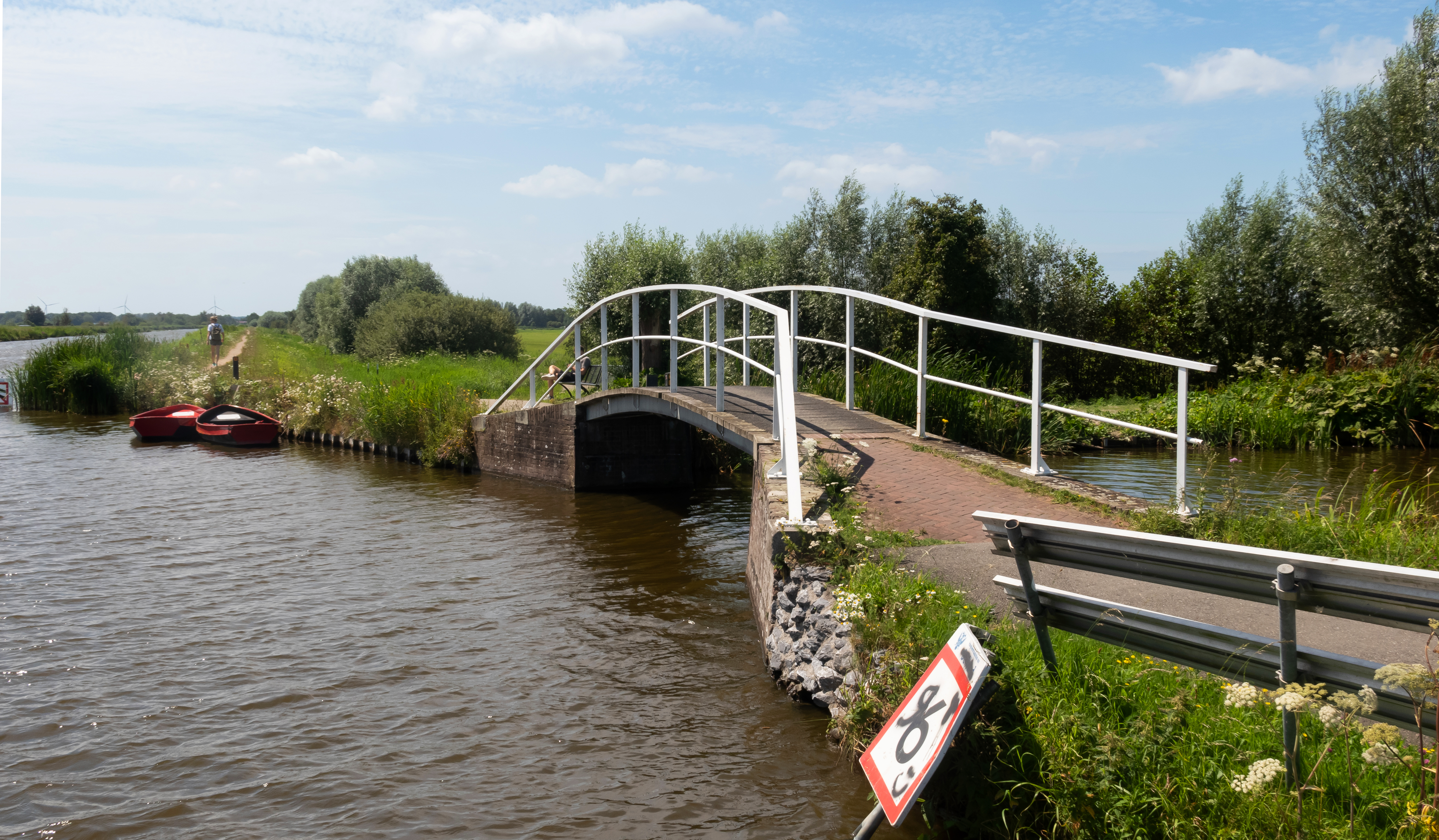
Brugje Trekkadepad-Duifpolderkade (bij Veerdienst de Kwakel)
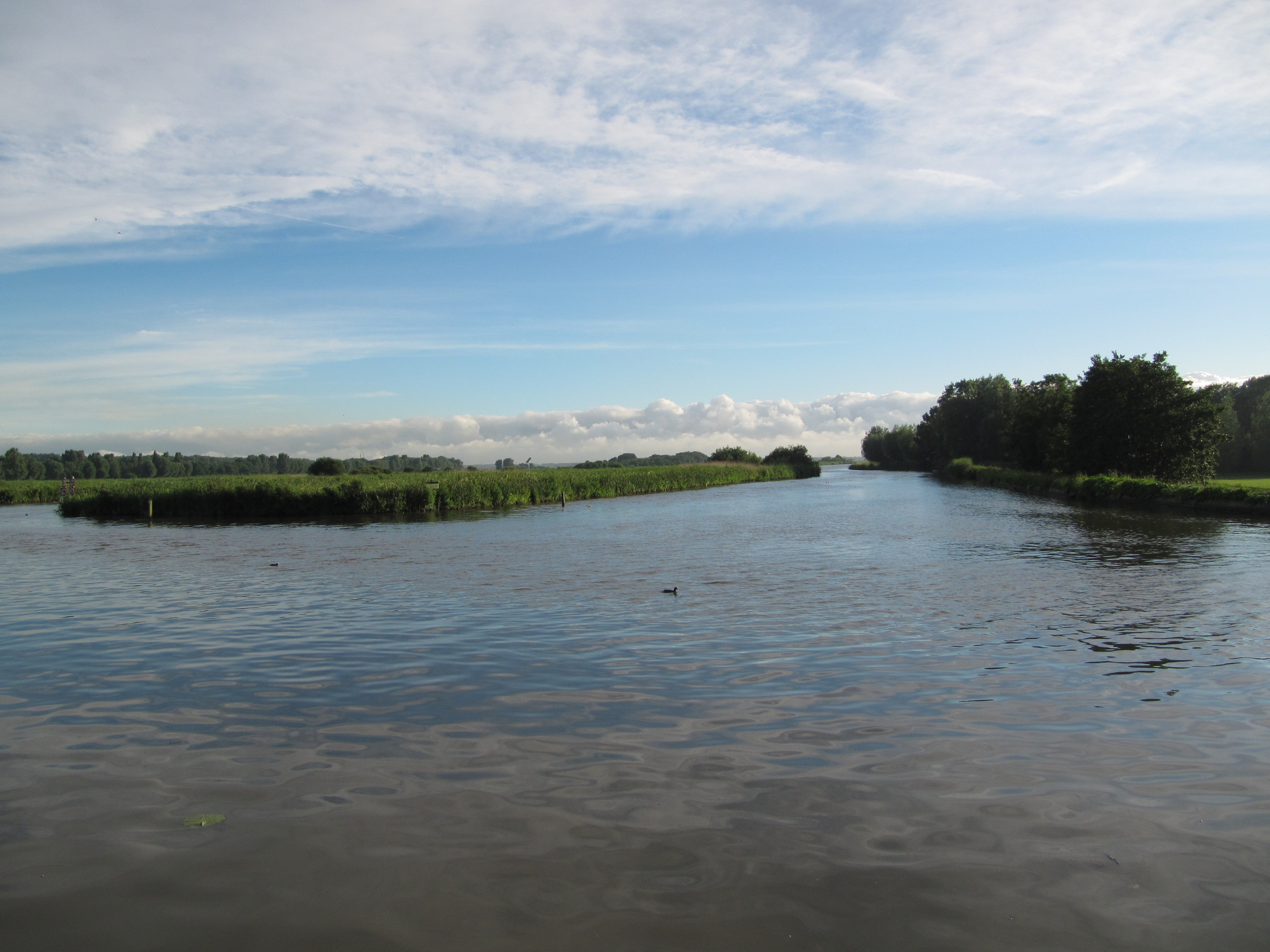
Noordvliet op de plek waar deze aansluit op de Vlaardingervaart